# آن سر
آن سر (به فرانسوی: Anne Serre) نویسنده قرن بیستم میلادی اهل فرانسه است.